# Felix Klein
Felix Christian  Klein (Düsseldorf, 25 de abril de 1849-Gotinga, 22 de junio de 1925) fue un
matemático alemán que demostró que las geometrías métricas, euclidianas o no euclidianas, constituyen casos particulares de la geometría proyectiva. En 1871 presentó una notable clasificación de la geometría, el "programa de Erlangen", que puso fin a la escisión entre geometría pura y geometría analítica. En esta clasificación, el concepto de grupo desempeña un papel fundamental, ya que el objeto de cada geometría se convierte en el estudio del grupo de transformaciones que la caracteriza.[cita requerida]
Al igual que Bernhard Riemann, Klein consideraba la teoría de funciones de variable compleja como una teoría geométrica y traspasó directamente el concepto a la física. Su estudio de las funciones modulares sigue siendo esencial para los investigadores.[cita requerida]
Profesor de la Universidad de Gotinga (1886), fue el fundador de la Gran enciclopedia de las matemáticas (1895) y uno de los abogados y artífices de la renovación de la enseñanza de las matemáticas en los estudios secundarios. Klein fue además un importante organizador de grupos científicos y de actividades docentes en equipo. Se le considera como uno de los principales contribuyentes a que Gotinga se transformara en un importante centro para el desarrollo de la matemática en Europa.[cita requerida]
Lleva su nombre la célebre botella de Klein, superficie con una sola cara.[cita requerida]

## Datos biográficos de la carrera académica
Klein estudió en Bonn, siendo discípulo de Rudolf Lipschitz y Julius Plücker, de quien más tarde fue su asistente. Tras la muerte de Plücker, Alfred Clebsch asumió la labor editorial de su obra inconclusa y delegó en parte este trabajo al talentoso Klein. Klein obtuvo su doctorado en 1868 bajo la tutoría de Lipschitz con un tema de geometría aplicada a la mecánica.

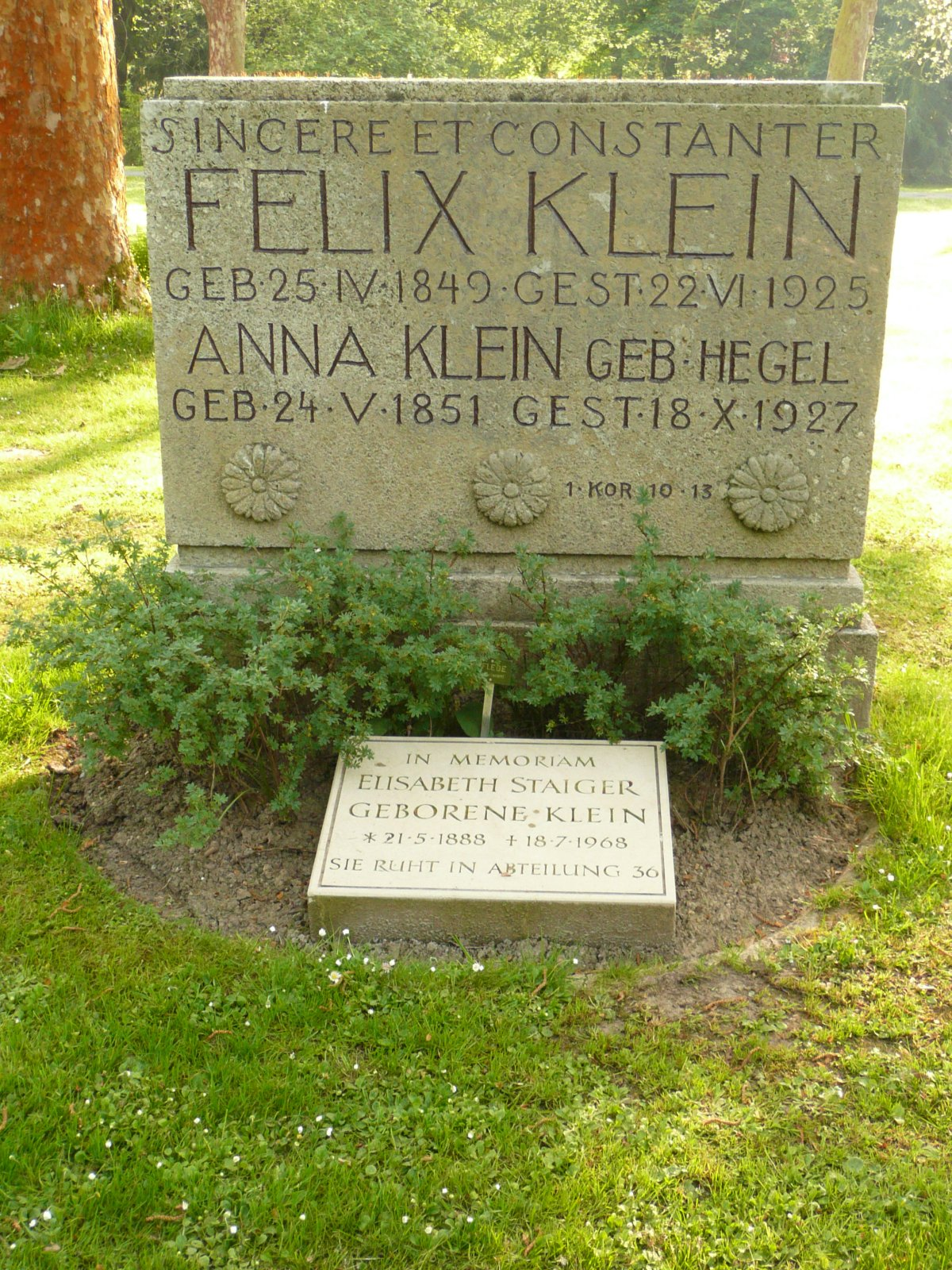
Sepultura en el cementerio de Gotinga

En 1869 estuvo en la Universidad de Berlín y asistió allí a una cátedra de Leopold Kronecker sobre formas cuadráticas. Participó en los seminarios de Ernst Kummer y Karl Weierstrass, donde también conoció a Sophus Lie, con quien trabó amistad y estuvo en 1870 en París en viaje de estudios. Debido a la guerra francoalemana regresó a Alemania. Obtuvo el grado y habilitación como profesor en 1871 con Clebsch en Gotinga y permaneció allí entre 1871 y 1872 como docente privado.
Por gestiones de Clebsch obtuvo en 1872 un llamamiento como profesor en Erlangen. La trayectoria de su carrera lo llevó en 1875 a la  Universidad Técnica de Múnich. En ese mismo año contrajo matrimonio con  Anna Hegel, una nieta de Georg Wilhelm Friedrich Hegel.
En el año 1880 Klein recibió el requerimiento de ir a Leipzig como profesor de geometría. En este período de Leipzig tuvo lugar su etapa creativa más productiva científicamente. Así, mantenía correspondencia con Henri Poincaré y se dedicaba simultáneamente a la organización de la docencia. Esta doble carga de trabajo condujo finalmente a un colapso corporal. En 1886 aceptó un nombramiento en Gotinga, donde permaneció hasta su muerte. Aquí se dedicó sobre todo e intensivamente a las tareas de organización científica, mientras David Hilbert, quien había sido llamado a Gotinga gracias a su gestión en 1895 continuó expandiendo la fama de Gotinga como uno de los centros mundiales de la matemática de aquel entonces. En 1914 obtuvo el  Premio Ackermann Teubner. Desde 1908 representó a la Universidad de Gotinga en la Cámara del Parlamento de Prusia. En 1924 Klein fue nombrado miembro honorario del DMV, siendo su presidente en 1897, 1903 y 1908. 
Klein fue uno de los noventa y tres firmantes del Manifiesto de los 93, publicado el 4 de octubre de 1914, un documento redactado en apoyo de la invasión alemana de Bélgica en las primeras etapas de la Primera Guerra Mundial.
Klein murió en Gotinga en 1925. Fue sepultado en el Cementerio de la ciudad en la calle Kasseler Landstraße de Gotinga.

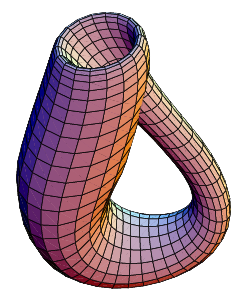
Esquema de una botella de Klein

## Trabajo
La tesis de Klein, sobre geometría lineal y sus aplicaciones a la mecánica, clasificaba los complejos lineales de segundo grado utilizando la teoría de los divisores elementales de Weierstrass.
Los primeros descubrimientos matemáticos importantes de Klein se realizaron durante 1870. En colaboración con Sophus Lie, descubrió las propiedades fundamentales de las rectas asintóticas en la superficie de Kummer. Más tarde investigaron las curvas W, curvas invariantes bajo un grupo de transformaciones proyectivas. Fue Lie quien introdujo a Klein en el concepto de grupo, que desempeñaría un papel fundamental en sus trabajos posteriores. Klein también aprendió sobre grupos de Camille Jordan.

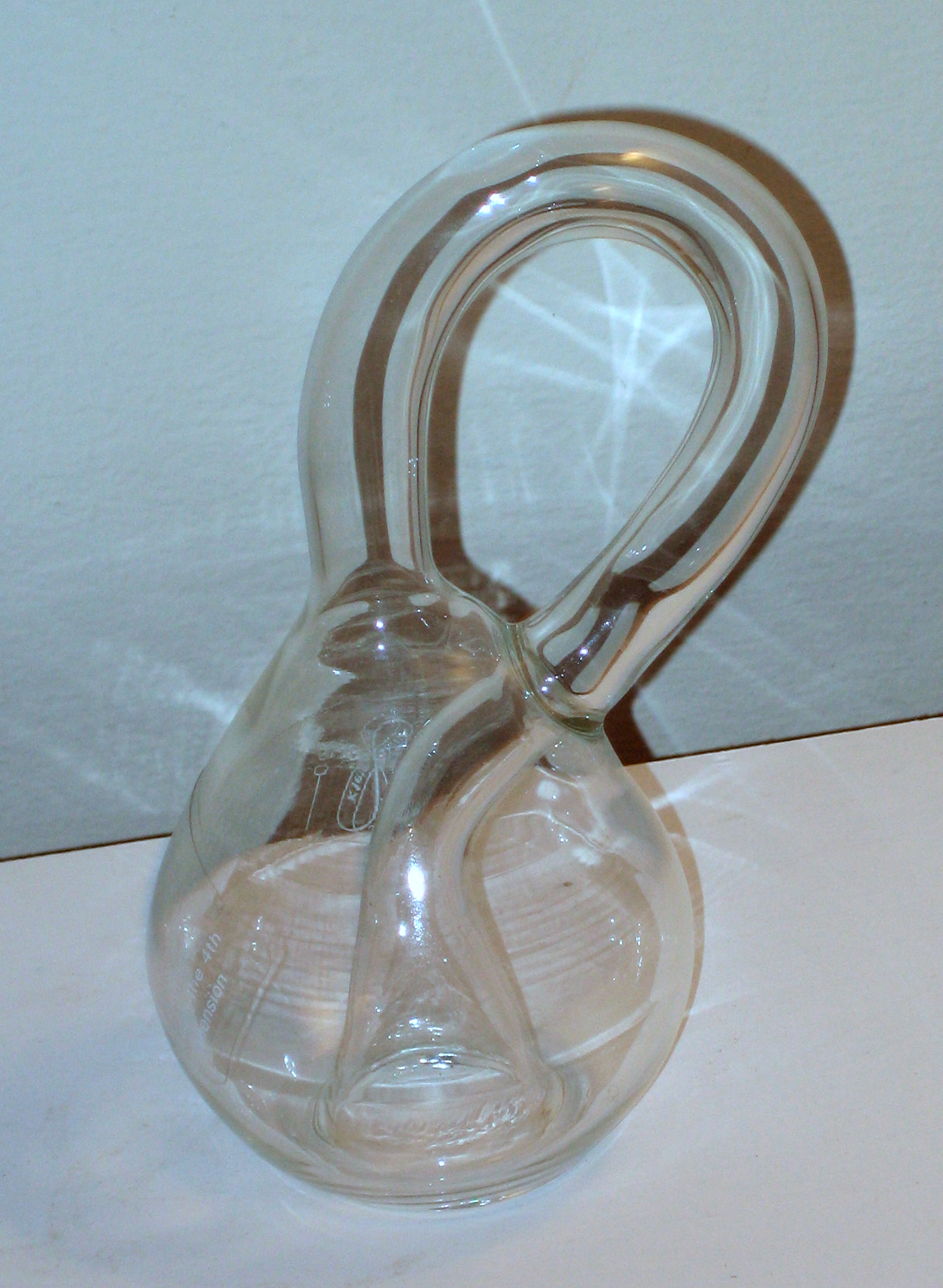
Una botella Klein soplada a mano.

Klein ideó la "botella de Klein" que lleva su nombre, una superficie cerrada de un solo lado que no puede incrustarse en el espacio euclidiano tridimensional, pero puede sumergirse como un cilindro enrollado sobre sí mismo para unirse con su otro extremo desde el "interior". Puede estar inmersa en el espacio euclídeo de dimensiones 4 y superiores. El concepto de Botella de Klein se ideó como una banda de Möbius tridimensional, siendo un método de construcción la unión de los bordes de dos bandas de Möbius.
Durante la década de 1890, Klein comenzó a estudiar física matemática más intensamente, escribiendo sobre el giroscopio con Arnold Sommerfeld. Durante 1894, inició la idea de una enciclopedia de matemáticas que incluyera sus aplicaciones, que se convirtió en la Encyklopädie der mathematischen Wissenschaften. Esta empresa, que perduró hasta 1935, proporcionó una importante referencia estándar de valor perdurable.

### Programa de Erlangen
En 1871, durante su estancia en Gotinga, Klein realizó importantes descubrimientos en geometría. Publicó dos artículos Sobre la llamada geometría no euclidiana en los que demostraba que las geometrías euclidiana y no euclidiana podían considerarse espacios métricos determinados por una métrica de Cayley-Klein. Esta idea tenía el corolario de que la geometría no euclidiana era consistente si y sólo si la geometría euclidiana lo era, dando el mismo estatus a las geometrías euclidianas y no euclidianas, y poniendo fin a toda controversia sobre la geometría no euclidiana. Arthur Cayley nunca aceptó el argumento de Klein, por considerarlo circular.
La síntesis de Klein de la geometría como el estudio de las propiedades de un espacio que es invariante bajo un grupo de transformaciones dado, conocida como el programa de Erlangen (1872), influyó profundamente en la evolución de las matemáticas. Este programa se inició con la conferencia inaugural de Klein como profesor en Erlangen, aunque no fue el discurso real que pronunció en esa ocasión. El programa proponía un sistema unificado de geometría que se ha convertido en el método moderno aceptado. Klein mostró cómo las propiedades esenciales de una geometría dada podían representarse mediante el grupo de transformaciones que preservan esas propiedades. De este modo, la definición de geometría del programa abarcaba tanto la geometría euclidiana como la no euclidiana.
En la actualidad, la importancia de las aportaciones de Klein a la geometría es evidente. Se han incorporado tanto al pensamiento matemático que resulta difícil apreciar su novedad cuando se presentaron por primera vez, y comprender el hecho de que no fueran aceptadas inmediatamente por todos sus contemporáneos.

### Análisis complejo
Klein consideraba su trabajo sobre análisis complejo como su mayor contribución a las matemáticas, concretamente su trabajo sobre:
- El vínculo entre ciertas ideas de Riemann y la teoría de invariantes,
- Teoría de números y álgebra abstracta;
- Teoría de grupos;
- Geometría en más de 3 dimensiones y ecuaciones diferenciales, especialmente ecuaciones inventadas por él, satisfechas por función modular elípticas y función automórficas.

Klein mostró que el grupo modular mueve la región fundamental del plano complejo para teselar el plano. En 1879, examinó la acción de PSL(2,7), considerada como una imagen del grupo modular, y obtuvo una representación explícita de una superficie de Riemann ahora denominada  Cuártica de Klein. Mostró que era una curva compleja en espacio proyectivo, que su ecuación era x3y + y3z  + z3x = 0, y que su grupo de simetrías era PSL(2,7)  de orden 168. Su Ueber Riemann's Theorie der algebraischen Funktionen und ihre Integrale (1882) trata el análisis complejo de forma geométrica, conectando teoría del potencial y mapeo conforme s. Este trabajo se basó en nociones de dinámica de fluidos.
Klein consideró ecuaciones de grado > 4 y estaba especialmente interesado en utilizar métodos trascendentales para resolver la ecuación general de quinto grado. Basándose en los métodos de Charles Hermite y Leopold Kronecker, produjo resultados similares a los de Brioschi y luego resolvió completamente el problema por medio del grupo icosaédrico. Este trabajo le permitió escribir una serie de artículos sobre función modular elíptica.
En su libro de 1884 sobre el icosaedro, Klein estableció una teoría de las funciones automórficas, asociando el álgebra y la geometría. Poincaré había publicado un esbozo de su teoría de las funciones automórficas en 1881, lo que dio lugar a una rivalidad amistosa entre los dos hombres. Ambos intentaron enunciar y demostrar un gran teorema de uniformización que estableciera la nueva teoría de forma más completa. Klein consiguió formular dicho teorema y describir una estrategia para demostrarlo. Se le ocurrió su demostración durante un ataque de asma a las 2:30 de la madrugada del 23 de marzo de 1882.
Klein resumió su trabajo sobre automórfica y función modular elíptica en un tratado de cuatro volúmenes, escrito con Robert Fricke a lo largo de unos 20 años.

## Göttingen - centro de las matemáticas
El nombramiento de Klein para Göttingen en la Georg-August-Universität fue impulsado por el director ministerial Friedrich Althoff del Ministerio de Cultura prusiano. En los años siguientes, Althoff y Klein desarrollaron sistemáticamente la Universidad de Gotinga hasta convertirla en el centro matemático más importante del mundo, lo que seguiría siendo hasta la expulsión de muchos matemáticos alemanes por los nacionalsocialistas. Además de importantes matemáticos como David Hilbert, Richard Courant, Hermann Minkowski, Hermann Weyl, Emmy Noether y otros, más tarde llegaron a la universidad importantes físicos como Walther Nernst, Max Born, James Franck y Peter Debye. La Facultad de Matemáticas y la Facultad de Física de Gotinga se convirtieron así en un modelo para muchas instituciones internacionales de investigación.
En 1893 Klein viajó por primera vez a los Estados Unidos de América (al Coloquio de Evanston, en la Northestern University). (al Coloquio de Evanston en la Northwestern University), al que siguieron otros viajes que le aseguraron una gran influencia entre los matemáticos estadounidenses, muchos de los cuales vinieron a estudiar a Gotinga. En Estados Unidos se inspiró para orientar las matemáticas de la universidad más hacia la aplicación. Klein puso en práctica en Gotinga lo que había visto en Estados Unidos. Buscó contacto con los ingenieros de la Verein Deutscher Ingenieure, de la que era miembro, y encontró socios en Carl Linde y Henry Böttinger. Henry Theodore Böttinger|Henry Böttinger]] que le proporcionaron contactos con la industria. Esto hizo posible la creación de un departamento de física técnica con la ayuda de financiación de la industria. En 1898 se fundó la Göttinger Vereinigung zur Förderung der angewandten Physik, la primera organización en Alemania que vinculaba la industria y la universidad. Otras actividades en los años siguientes llevaron a la fundación de otros institutos en Göttingen dedicados a la aplicación de la física o las matemáticas.
Otros científicos importantes acudieron a Gotinga, como el hidrodinamista Ludwig Prandtl y el matemático aplicado Carl Runge.
El contraste entre las escuelas de los matemáticos berlineses (especialmente Karl Weierstrass, Leopold Kronecker, Ernst Eduard Kummer), con su énfasis en el rigor matemático, y la escuela de Felix Klein (y sus maestros, Alfred Clebsch y Julius Plücker), que favorecía las investigaciones geométricas y físicas, es importante para entender el papel de Klein en las matemáticas alemanas de finales del siglo XIX. Esto llegó hasta la hostilidad abierta, por ejemplo en los juicios de Weierstrass (Klein preferiría mordisquear y sería un deslumbrador) y Lazarus Fuchs (que vio el libro de icosaedros de Klein como una compilación en estilo feuilleton de su propio trabajo y el de Schwarz) cuando Felix Klein estaba en la lista de candidatos para suceder a Weierstrass (el berlinés se impuso a Hermann Amandus Schwarz). El contraste entre los matemáticos de Berlín y Gotinga como escuelas dominantes en Alemania continuó en la primera mitad del siglo XX.

## Homenajes y honores
Klein fue elegido miembro extranjero de la Royal Society el 10 de diciembre de 1885.
La Sociedad Matemática de Londres le otorgó la medalla De Morgan en 1893.
En 1908, durante el Congreso Internacional de Matemáticos celebrado en Roma, Klein fue elegido presidente de la Comisión Internacional de Instrucción Matemática (ICMI).
Recibió la Medalla Copley en 1912.
Un asteroide del cinturón principal, descubierto el 30 de marzo de 1997, lleva su nombre: (12045) Klein.

## Impacto en la posteridad
En 2008, la Unión Matemática Internacional y la Comisión Internacional de Educación Matemática lanzaron el “Proyecto Klein” para publicar una obra general sobre matemáticas. Era  la ambición de Klein. El proyecto publicó su libro Matemáticas elementales desde un punto de vista superior, n.º 14, cuyo primer volumen está dedicado a la aritmética, el álgebra y el análisis, y el segundo volumen a la geometría.  Un tercer y último volumen completa la colección bajo el título Matemáticas de precisión y aproximación, publicado en 1928, tras su muerte.El texto tuvo inmediatamente un gran impacto en Alemania, pero también en toda Europa.
Felix Klein era trabajador, ordenado y sistemático. La más impresionante de las colecciones de Göttingen es sin duda la del Seminar-Protokolle de Felix Klein. Es un registro detallado de más de 8.000 páginas manuscritas que reúne en 29 volúmenes cuarenta años de seminarios, conferencias y cursos impartidos por Klein, sus colegas, sus estudiantes y visitantes invitados. Los Protocolos comenzaron con los seminarios y conferencias del semestre de verano de 1872 y continuaron hasta su jubilación en 1913. Los Protocolos ahora pueden visualizarse digitalmente gracias a un proyecto del Instituto Clay de Matemáticas.
El trabajo editorial más ambicioso de Felix Klein fue la edición de una enciclopedia relacionada con las matemáticas y sus aplicaciones (Encyclopädie der mathematischen Wissenschaften mit Einschluss ihrer Anwendungen). La integración de aplicaciones responde a su convicción de que son esenciales para una mejor comprensión de las matemáticas. El primer volumen apareció en 1898 y el último en 1933, y fueron seis en total, distribuidos en una treintena de libros, que ocupan más de 20.000 páginas. El jefe del proyecto fue Walther von Dyck, pero Klein participó activamente en la construcción del plan general, razón por la cual la obra a veces se llama "Enciclopedia de Klein".